# Харидем
Харидем (др.-греч. Χαρίδημος; 390-е годы до н. э., Орей, Эвбея — казнён в 333 году до н. э. при дворе персидского царя) — древнегреческий военачальник, командир подразделений наёмных войск.
Харидем с самой юности связал свою жизнь с военным ремеслом. Он стал одним из самых ярких представителей когорты древнегреческих наёмников-авантюристов IV века до н. э., для которых принадлежность к какому-либо полису не играла особой роли. В течение жизни он участвовал в восстании сатрапов против Артаксеркса III, командовал войсками фракийцев против афинян и македонян, войсками афинян против македонян и закончил жизнь при дворе Дария III.
Харидем приобрёл славу одного из лучших военачальников своего времени. За время своей службы он не только получил афинское гражданство, но и породнился с фракийским царским домом.

## Биография

### Происхождение. Ранние годы. Участие в восстании сатрапов
Харидем родился на острове Эвбея в городе Орей в 390-х годах до н. э. Его отец Филоксен в отличие от матери не был гражданином этого полиса, в связи с чем сам Харидем родился неполноправным жителем города. Вся жизнь Харидема была связана с участием в военных действиях в Древней Греции. Первый военный опыт он приобрёл в качестве псила — пращника в легковооружённой пехоте, во время похода афинского стратега Хабрия на Эвбею между 378 и 376 годами до н. э. Когда власть в Орее захватили фиванцы, Харидем перешёл на их сторону. Некоторое время Харидем занимался пиратством. В 368/367—365 годах до н. э. в качестве командира наёмников служил под командованием афинского стратега Ификрата, который осаждал Амфиполь. На короткое время, когда афиняне сместили Ификрата и отправили ему на смену Тимофея, Харидем возглавил войско, осаждавшее город. На этой должности он по утверждению Демосфена изменил афинянам и выдал амфиполитянам заложников, которых ему поручил охранять Ификрат. Возможно, это произошло при согласии Ификрата, который чувствовал себя оскорблённым таким решением афинян. В любом случае действия Харидема привели к тому, что город, несмотря на многолетнюю осаду, так и не был взят.
Харидем захватил несколько афинских кораблей и перешёл на службу к фракийскому царю Котису I, а затем — к Халкидскому союзу. Отплыв из Кардии к Амфиполю, Харидем попал в плен к афинянам. По утверждению Демосфена, критическая необходимость в наёмниках привела к тому, что вместо наказания Харидем был вновь принят на службу.
В 362 году до н. э. Харидем при согласии Тимофея со своими наёмниками покинул афинское войско и поступил на службу к Ментору и Мемнону Родосским. Братья привлекли Харидема для войны с сатрапом Лидии и Ионии Автофрадатом, который пленил их зятя Артабаза. Однако вместо того чтобы вести войну с Автофрадатом, Харидем захватил три дружественных эолийских города Скепсис, Трою и Кебрен. Современник Харидема Демосфен писал, что жители этих городов никак не ожидали такого поворота событий и не выставили охрану. Полиэн и Плутарх связывали завоевание Трои с военной хитростью. Харидем подкупил некоего илионца, который с переодетыми рабами воинами привёл в город коня. Чтобы пропустить процессию, охранники открыли ворота. Воины Харидема перебили охрану, после чего в город устремилось основное войско. Таким образом, Троя была в очередной раз взята при помощи коня. Аристотель приводит несколько историй того, как Харидем отбирал у местных жителей их имущество. После того как Автофрадат освободил Артабаза, последний собрал войско и направился в Эолиду. Почувствовав опасность, Харидем обратился за помощью к афинянам. Остаётся неясным, что Харидем обещал афинянам, но несомненно, что он взял на себя некие обязательства. Пока в Афинах рассматривали предложения Харидема, военачальник счёл более эффективным заключить союз с тираном Абидоса Ифиадом, который и прислал корабли для эвакуации. Мемнон и Ментор уговорили Артабаза не препятствовать бегству Харидема из Азии.

### На службе у фракийцев
По возвращении из Азии Харидем снова поступил на службу к фракийскому царю Котису, после чего осадил последние афинские крепости на Геллеспонте Критоту и Элеунт, чем нарушил ранее взятые обязательства. После убийства Котиса в 359 году до н. э. Харидем обеспечил власть его сыну Керсоблепту. Демосфен утверждал, что «Керсоблепт находился с Харидемом в таких же родственных отношениях как и Котис с Ификратом». Согласно античным источникам, Ификрат был женат на дочери Котиса. По одной из версий, речь могла идти не о дочери, а о сестре Котиса. В любом случае Харидем стал зятем одрисского царя Керсоблепта, что и обеспечило ему высокое положение при дворе. От этого брака родилось по меньшей мере три сына (Эвримедонт, Филак и Троил) и дочь.
На службе у фракийцев Харидем успешно сражался с афинским стратегом Кефисодотом. В 359/358 году до н. э. Харидем победил афинян на Херсонесе Фракийском, после чего вынудил Кефисодота заключить перемирие. Его условия были настолько унизительными для афинян, что они не только отстранили Кефисодота от занимаемой должности, но и присудили ему штраф в пять талантов. По утверждению Демосфена, для утверждения смертного приговора не хватило всего трёх голосов. Сам же навязанный Харидемом мирный договор был отвергнут.
Вскоре в руки Харидема попал проафинский фракийский вельможа Милтокит, который восстал против Керсоблепта. По утверждению Демосфена, Харидем специально выдал Мильтокита в Кардию, а не передал Керсеблепту, так как знал, что фракийцы не убивают своих соотечественников. Кардийцы же казнили Мильтокита с сыном с особой жестокостью.
В это время против Керсеблепта восстали его братья Амадок и Берисад. Керсеблепт согласился разделить царство на три части. Города Херсонеса Фракийского за исключением Кардии для окончания войны следовало отдать афинянам. На этом фоне во Фракию Афины отправили небольшую эскадру, которая согласно Демосфену состояла из одного корабля, во главе со стратегом Хабрием. Харидем уговорил Керсеблепта отказаться от предыдущего договора и вынудил Хабрия, у которого не было достаточных сил, принять ещё более невыгодные, по сравнению с теми на которые согласился Кефисодот, условия. Впрочем, афиняне отвергли и этот договор. Мир, который устроил обе стороны, был заключён лишь в 357 году до н. э. и стал следствием успешных действий афинских войск под командованием Хареса. Со стороны Керсеблепта его подписал Харидем. За свои посреднические функции Харидем был награждён венком, а также получил афинское гражданство и был приписан к дему Ахарны. В историографии существует несколько версий о дате и обстоятельствах дарования Харидему афинского гражданства. Событие могут датировать 364, 362, 361 и 357 годами до н. э. и связывать не только с заключением мира между Керсеблептом и Афинами, но и переходом Харидема под командование Тимофея, а также обещанием добиться возвращения под контроль Афин Амфиполя.
Последствием союза между Афинами и Керсеблептом стало то, что противник последнего Амадок примкнул к Македонии. Его примеру последовали также Византий и Перинф. Царь Македонии Филипп II, получив не только повод расширить свои владения, но и приобрести союзников для войны, вторгся во Фракию и осадил главную крепость Керсеблепта. Фракийский царь напрасно ждал помощи от Афин. В конечном итоге он был вынужден отправить своего сына в качестве заложника к Филиппу II. После поражения Харидем покинул Фракию и отправился в Афины, где ему до этого даровали права гражданства.

### На службе у афинян
На службе у афинян Харидему несколько раз поручали руководство войсками и выбирали стратегом. Согласно Феопомпу, в 357 году до н. э. Харидема вместе с Антифонтом отправили к Филиппу II с тайным предложением передать македонянам во владение Пидну в обмен на Амфиполь. Согласно Демосфену, македонский царь согласился принять предложение афинян, но в конечном итоге обманул их, обеспечив себе власть как над Пидной, так и над Амфиполем. Историки И. Кирхнер и Н. Хаммонд считали, что речь идёт о некоем тёзке Харидема-военачальника. Историк Г. Парк, напротив, отождествляет Харидема-посла и Харидема-военачальника.
На Харидема, как на афинского гражданина, возложили наиболее обременительную из всех общественных повинностей — триерархию, что предполагало обязанность построить, оснастить и содержать в исправном состоянии военный корабль. В 352 году до н. э. Харидем агитировал афинян вмешаться в войну на территории Фракии на стороне своего шурина Керсоблепта. В 351 году до н. э. его отправили на Фракийский Херсонес. Военачальнику предоставили всего 5 талантов, предполагая, что остальные средства он получит от фракийского царя. Миссия Харидема оказалась безуспешной, так как в войну вмешался Филипп II, который и захватил владения Керсоблепта. В 349/348 году до н. э. Харидема во главе 4 тысяч наёмников отправили на помощь Халкидскому союзу во главе с Олинфом, с которым воевал Филипп II. Хотя этих сил и было недостаточно, чтобы изгнать македонян из Халкидик, Харидему удалось отбить несколько ранее захваченных городов.
В 338 году до н. э. после сокрушительного поражения при Херонее Харидем был одним из претендентов на роль руководителя обороны города. Он не только выступал за продолжение войны, но и пожертвовал для этой цели часть своего состояния, за что получил в награду почётный венок. Его избрание было заблокировано Ареопагом.
Согласно Эсхину, Харидем первым из афинян от своих информаторов узнал о смерти Филиппа II в 336 году до н. э., после чего информация дошла до Демосфена, который явился в Буле с радостным видом и в белом венке, несмотря на то, что за несколько дней до этого умерла его дочь.
В 335 году до н. э. Александр Македонский вёл войну во Фракии с трибаллами. Когда в Греции распространился слух о гибели царя, восстали фиванцы и осадили македонский гарнизон в Кадмее. На этом фоне афиняне приняли решение о поддержке Фив и начали готовиться к предстоящей войне. Однако дело до их прямого участия в противостоянии с македонскими войсками не дошло. Плутарх утверждал, что проявить благоразумие афинян убедил Фокион. С большой долей вероятности ему содействовал Демад. После подавления фиванского восстания и разрушения города Александр потребовал выдачи 8 или 10 подстрекателей афинян к мятежу против македонской гегемонии, среди которых был и Харидем. Когда афиняне узнали о судьбе Фив, то прервали празднование Элевсинских мистерий и, по предложению Демада, отправили к Александру посольство. В античных источниках приведено два рассказа. Согласно Плутарху Александр, получив постановление афинян, «швырнул его на землю, повернулся к послам спиной и бросился прочь». Арриан писал, что Александр милостиво принял афинян, но потребовал выдачи оппозиционных политиков и ораторов. По сути, посольская миссия афинян провалилась. Ситуацию исправил Демад. По его предложению Народное собрание приняло псефизму, в которой народ просил Александра простить тех, кто вызвал царский гнев, и обещал наказать виновных по закону. Демад с Фокионом сумели убедить Александра принять просьбу своих сограждан. В изгнание по настоянию царя был отправлен лишь один Харидем. На это жители города согласились без особых возражений, по мнению К. Ю. Белоха потому, что тот не был урождённым афинянином.

### На службе у персов. Гибель
Харидем был вынужден покинуть Афины и нашёл убежище при дворе персидского царя Дария III. Согласно Диодору Сицилийскому и Квинту Курцию Руфу, незадолго до битвы при Иссе в 333 году до н. э. Харидема казнили. В изложении причин трагической гибели военачальника у двух авторов имеются разночтения. По версии Диодора Харидем предложил персидскому царю оставаться в Сузах, а командование передать опытному полководцу, намекая на себя. Царь сначала согласился, но затем по наущению советников, которые подозревали Харидема в том, что тот добивается верховного командования с целью предать персов, изменил своё мнение. Во время свары Харидем обвинил персов в трусости и невежестве, и оскорблённый Дарий приказал его казнить, о чём впоследствии очень сожалел, так как отправил на смерть своего лучшего военачальника. Когда Харидема уводили на казнь, он кричал, что Дарий за эту несправедливость заплатит своим троном и царством, что через несколько лет и случилось. Также Диодор утверждал, что после смерти Харидема Дарий не смог найти опытного военачальника и был вынужден сам возглавить армию. По версии Квинта Курция Руфа, Дарий задал Харидему вопрос, считает ли тот персидское войско достаточным, чтобы победить Александра Македонского. В ответ на это Харидем заявил, что македоняне лучше оснащены и дисциплинированы, а также посоветовал царю укрепить армию наёмниками. За эти слова Дарий III и приказал казнить военачальника, о чём впоследствии пожалел и приказал похоронить его с почётом. Подобную историю приводил Геродот о Демарате и Ксерксе.

## Оценки
В трудах Аристотеля, Клавдия Элиана и Афинея Харидем представлен неразборчивым в методах получения денег распущенным пьяницей. Само наёмничество не ставилось Харидему в вину, так как представляло на тот момент распространённое явление. При описании его жизненного пути Демосфен подчёркивал, что «нужда и суровая необходимость лишают человека возможности выбирать, что он должен делать и чего не должен». Одновременно Демосфен указывал на частые измены Харидема, а также подчёркивал, что оказываемые ему почести являются незаслуженными. Диодор Сицилийский и Квинт Курций Руф, напротив, считали Харидема «искуснейшим и опытным в военном деле стратегом» и «человеком изумительной храбрости».
Историк Ф. Шахермайр назвал Харидема Одиссеем и «духовным наследником Ификрата и Тимофея», Л. П. Маринович — самым ярким представителем когорты древнегреческих наёмников-авантюристов IV века до н. э., для которых принадлежность к какому-либо полису не играла особой роли. Антиковед А. Бозуорт назвал Харидема в первую очередь «прославленным полководцем».

### Исследования
- Белох К. Ю. Греческая история: в 2 т. / пер. с нем. М. О. Гершензона; под ред. и со вступ. ст. Ю. И. Семёнова.. — М.: Государственная публичная историческая библиотека России, 2009. — Т. 2: Кончая Аристотелем и завоеванием Азии. — ISBN 978-5-85209-215-1.
- Бозуорт А.-Б. Александр Великий: Греция и завоеванные территории // Кембриджская история древнего мира / под редакцией Д.-М. Льюиса, Дж. Бордмэна, С. Хорнблоуэра, М. Оствальда. Перевод, научное редактирование, примечания А. В. Зайкова. — М.: Ладомир, 2017. — Т. VI. Четвёртый век до нашей эры. Второй полутом. — С. 988—1023. — 720 с. — ISBN 978-5-86218-542-3.
- Гафуров Б. Г., Цибукидис Д. И. Александр Македонский и Восток. — М.: Наука, 1980.
- Кудрявцева Т. В. Демад: Pacis Suassor, Belli Disuassor // Вестник Санкт-Петербургского университета. История. — СПб., 2016. — № 4. — С. 159—173. — ISSN 2541-9390.
- Маринович Л. П. Греческое наёмничество IV в. до н. э. и кризис полиса. — М.: Наука, 1975. — 277 с. — 3000 экз.
- Парк Г. В. Глава 12. Наёмники-авантюристы. 4. Харидем Орейский // Греческие наемники. "Псы войны" древней Эллады / Перевод книги Л. А. Игоревский. — М.: Центрполиграф, 2013. — 288 с. — ISBN 978-5-9524-5093-6.
- Разумов Н. В. Афинские стратеги первой половины IV в. до н. э. на иностранной службе // Известия Алтайского государственного университета. — 2014. — Т. 1, вып. 84, № 1. — С. 173—177. — ISSN 1561-9451. — doi:10.14258/izvasu(2014)4.1-29.
- Уортингтон, Йен. Филипп II Македонский. — СПб. — М.: Евразия — ИД Клио, 2014. — 400 с. — ISBN 978-5-91852-053-6.
- Шахермайр Ф. Александр Македонский. — Ростов-на-Дону: Феникс, 1997. — 576 с. — ISBN 5-85880-313-Х.
- Шофман А. С. Восточная политика Александра Македонского / Печатается по постановлению редакционно-издательского совета Казанского университета. Отв. редактор В. Д. Жигунин. — Казань: Издательство Казанского университета, 1976.
- Davies J. K. Athenian Propertied Families 600—300 BC (англ.). — Oxford: Clarendon Press, 1971.
- Hammond N. G. L., Griffith G. T. A History of Macedonia (англ.). — Oxford: Clarendon Press, 1979. — Vol. II: 550-336 B.C.. — ISBN 0-l9-814814-3.
- Heckel W. Charidemus // Who's Who in the Age of Alexander the Great: Prosopography of Alexander's Empire (англ.). — Malden; Oxford; Carlton: Blackwell Publishing, 2006. — P. 84. — ISBN 1-4051-1210-7.
- Heckel W. Who's Who in the Age of Alexander and his Successors. From Chaironea to Ipsos (338—301 BC) (англ.). — Barnsley: Greenhill Books, 2021. — 554 p. — ISBN 978-1-78438-648-1.
- Kahrstedt U[нем.]. Kersobleptes // Paulys Realencyclopädie der classischen Altertumswissenschaft :  [нем.] / Georg Wissowa. — Stuttgart : J. B. Metzler’sche Verlagsbuchhandlung, 1921. — Bd. XI, 1. — Kol. 329—330.
- Kelly D. Charidemos's Citizenship: The Problem of "IG" ii² 207 (англ.) // Zeitschrift für Papyrologie und Epigraphik. — Dr. Rudolf Habelt GmbH, 1990. — Vol. 83. — P. 96—109. — JSTOR 20187334.
- Kirchner J.[нем.]. Charidemos 5 // Paulys Realencyclopädie der classischen Altertumswissenschaft :  [нем.] / Georg Wissowa. — Stuttgart : J. B. Metzler’sche Verlagsbuchhandlung, 1899. — Bd. III, Zweite Hälfte (III, 2). — Kol. 2135—2138.
- Swoboda E.[нем.]. Hyperbolos // Paulys Realencyclopädie der classischen Altertumswissenschaft :  [нем.] / Georg Wissowa. — Stuttgart : J. B. Metzler’sche Verlagsbuchhandlung, 1914. — Bd. IX, Erste Hälfte (IX, 1). — Kol. 254—258.